# Triggerfinger at High Voltage 2011
Live at the High Voltage Festival is een live-album van Triggerfinger. Het is opgenomen op 23 juli 2011 op het High Voltage Festival in Londen.

## Tracklist
| 1.                 | I'm Coming For You      | Ruben Block           | 04:05 |
| 2.                 | On My Knees             | Ruben Block           | 5:22  |
| 3.                 | Short Term Memory Love  | Ruben Block           | 4:42  |
| 4.                 | My Baby's Got A Gun     | Ruben Block           | 9:16  |
| 5.                 | All This Dancin' Around | Ruben Block, BJ Scott | 5:59  |
| 6.                 | Drum Solo 1             | Mario Goossens        | 2:05  |
| 7.                 | Drum Solo 2             | Mario Goossens        | 1:01  |
| 8.                 | First Taste             | Ruben Block           | 5:27  |
| 9.                 | Is It                   | Ruben Block           | 5:59  |
| 10.                | Outro                   | Triggerfinger         | 1:09  |
| Totale duur: 36:27 |                         |                       |       |

## Muzikanten
- Ruben Block - zang, gitaar
- Mario Goossens - drums, achtergrondzang
- Paul Van Bruystegem - bas, achtergrondzang